# Trabant (Pkw)

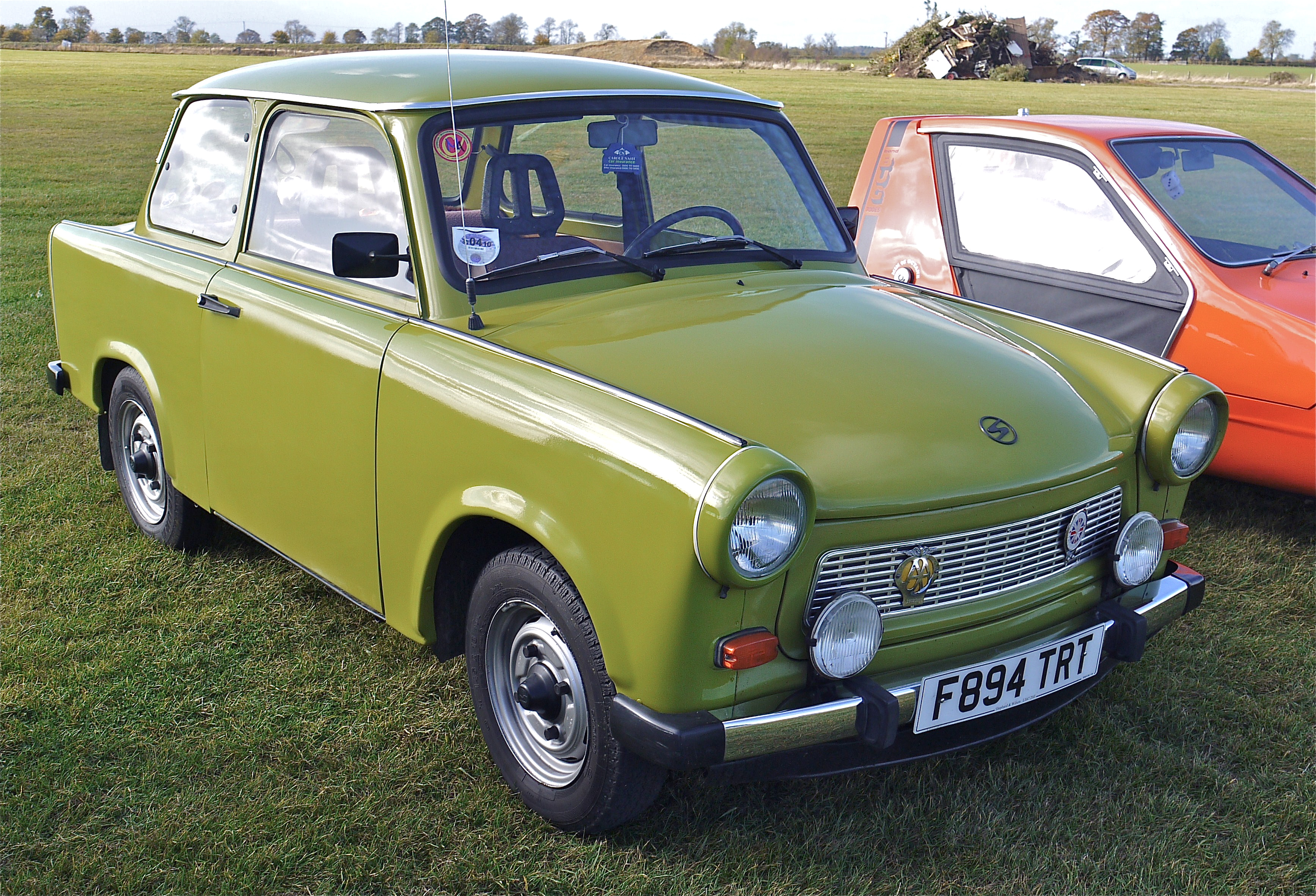
Trabant 601

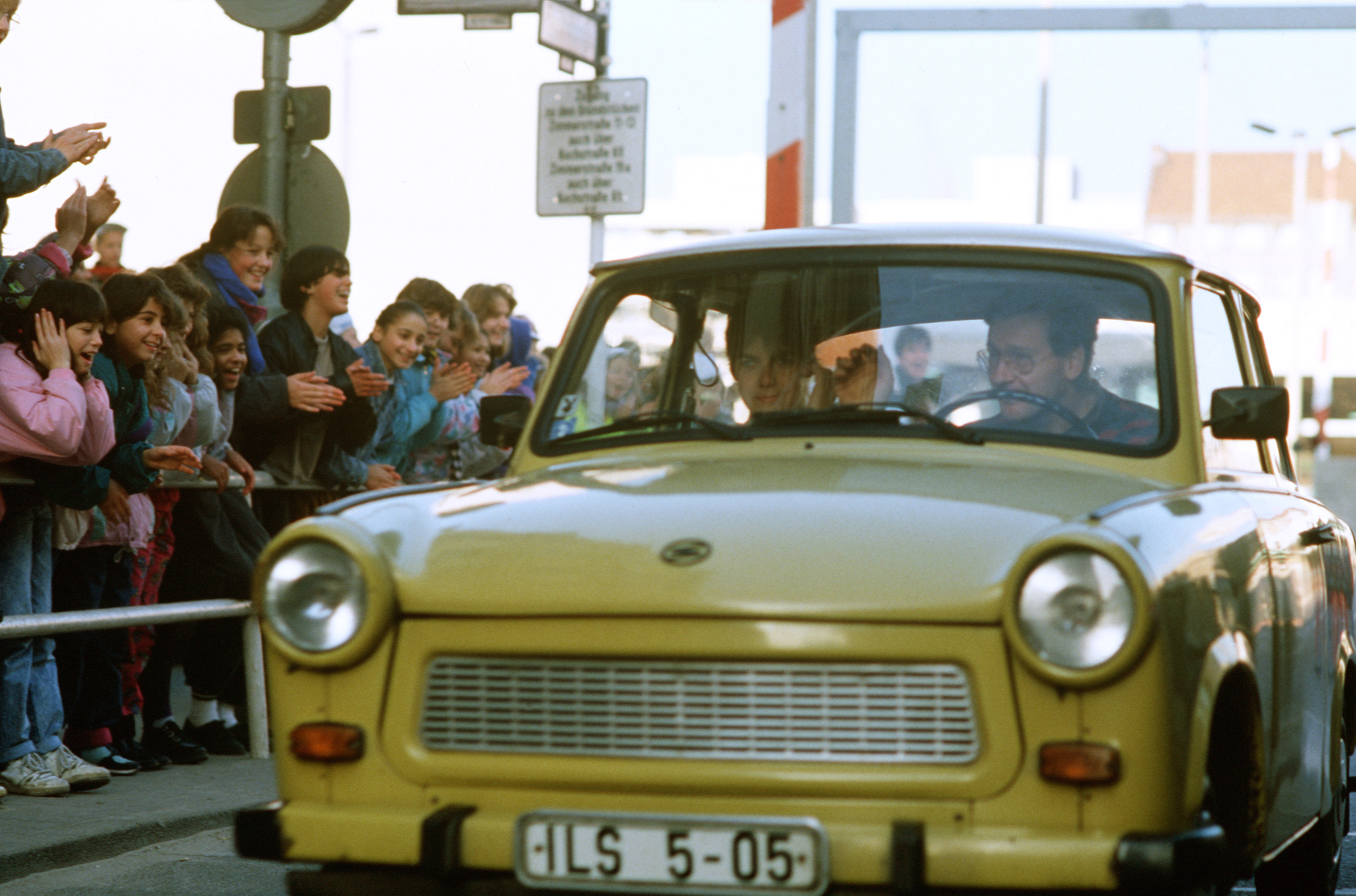
Trabant im November 1989 am Checkpoint Charlie

Der Trabant war eine von 1958 bis zum 30. April 1991 in der DDR bzw. zuletzt in der Bundesrepublik Deutschland von Sachsenring in Zwickau produzierte Kleinwagen-Modellreihe. Zu den technischen Besonderheiten zählen der luftgekühlte Zweitaktmotor und die Karosserieverkleidung aus Duroplast. Zur Zeit seiner Einführung galt er mit Frontantrieb, neben dem Getriebe quer eingebautem Motor, Schräglenker-Hinterachse und großem Kofferraum als moderner Kleinwagen und ermöglichte neben dem Wartburg die Massenmotorisierung in der DDR. 1976 waren 47 % aller in der DDR genutzten Pkw vom Typ Trabant.
Neben dem zeitweise importierten Saporoshez war er der einzige für Normalbürger erhältliche Kleinwagen in der DDR.
Die Staatsführung der DDR maß dem Pkw-Bau keine Priorität zu; neue Modelle wurden politisch verhindert oder gestoppt, so dass der Trabant nur im Detail weiterentwickelt werden konnte und immer weiter hinter internationalen Entwicklungen im Automobilbau zurückblieb. Kein Pkw mit Zweitaktmotor wurde länger als der Trabant gebaut (bis 1990), auch als sein Antrieb hinsichtlich Schadstoffausstoß nicht mehr dem Stand der Technik entsprach und immer stärker in Verruf geriet. Ein weiteres Problem war, dass die produzierten Stückzahlen deutlich zu gering waren, so dass einerseits die Nachfrage nicht gedeckt werden konnte und sich andererseits die Investitionskosten in Produktionswerkzeuge schleppend amortisierten, was die Weiterentwicklung des Fahrzeugs zusätzlich hemmte.
Entgegen landläufiger Meinung besitzt der Trabant keine Kunststoff-, sondern eine Stahlkarosserie: Lediglich die äußere Beplankung besteht aus Duroplasten. Sie spart Fahrzeuggewicht, lässt sich leicht reparieren, ist unempfindlich gegen Korrosion und konnte aus einfach beschaffbarem Material (Baumwollfasern und Phenolharz) hergestellt werden. Problematisch war jedoch die aufwändige Herstellung mit teuren Pressen und großem Zeitbedarf.

Schriftzug von Trabant

Viele Fahrzeuge wurden in die ČSSR, nach Polen und Ungarn exportiert. Relativ große Stückzahlen erreichte insbesondere der Trabant 601, der 1989/1990 zu einem Symbol der politischen Wende wurde.

Emblem auf der Motorhaube des Trabant 601

## Namensgebung und Spitznamen
Der Name „Trabant“ wurde im Rahmen einer Umfrage gefunden; er bedeutet „Begleiter“ oder „Weggefährte“, ebenso wie das russische Wort Sputnik. Etwa zur gleichen Zeit begann in der Sowjetunion mit dem Start des Satelliten Sputnik 1 das Zeitalter der Raumfahrt. In der DDR wurde der Trabant meist Trabi (gesprochen „Trabbi“) genannt.
Er bekam im Laufe der Zeit einige Spitznamen wie „Asphaltblase“, „Gehhilfe“, „überdachte Zündkerze“, „Plastebomber“ oder „Pappe“. Der Begriff „Rennpappe“ wurde zu dieser Zeit ausschließlich für im Motorsport eingesetzte Trabant-Fahrzeuge verwendet.
In Polen wurde der Trabant „Ford Carton“, „Seifenschale“ und „Honeckers Rache“ genannt.

## Konzept
Der Trabant war ein Kleinwagen mit Frontantrieb, der Platz für vier Erwachsene und Gepäck bot. Er galt als erschwinglich und robust, aber auch als laut. Der von den Barkas-Werken produzierte Zweitaktmotor war zwar relativ temperamentvoll, galt wegen der Abgasbelastung, des hohen Treibstoffverbrauchs und des unkultivierten Leerlaufs schon ab den 1960er Jahren als nicht mehr zeitgemäß, was auch in der DDR kein Geheimnis war. Vorgesehen war eine Ablösung des Zweitakters durch einen Wankelmotor, dessen Serienüberführung jedoch Schwierigkeiten bereitete. Er fand sich 1966 im Prototyp P 603, der auch eine moderne Kompaktkarosserie aufwies. In der Serie hingegen blieb die Karosserie mit ihrer Doppeltrapezform unverändert. Einen wassergekühlten Viertaktmotor erhielt der Trabant erst nach etlichen Jahren des Entwicklungsstillstands im Modell Trabant 1.1.

### Duroplast als Karosseriebaustoff

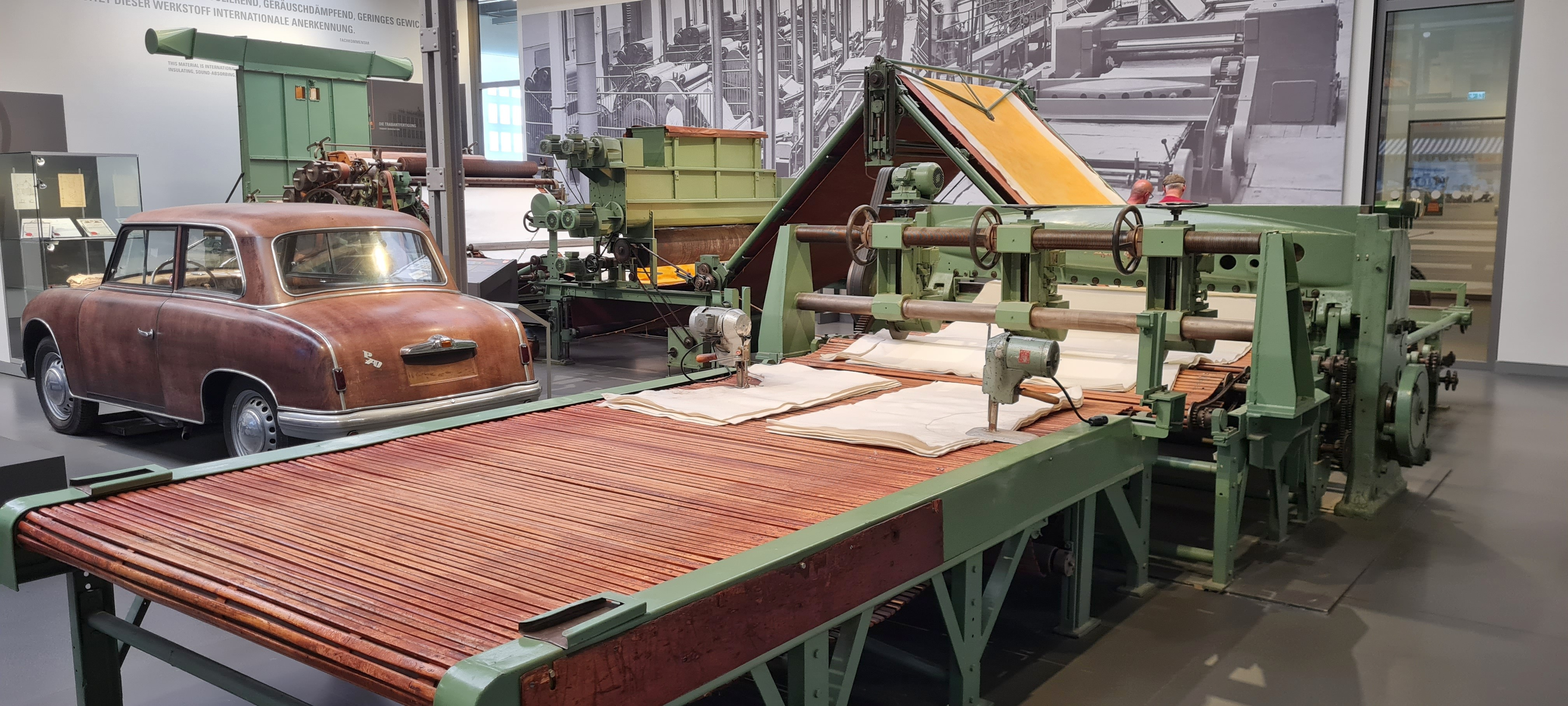
Duroplast-Fertigungsanlage für einen Trabant inkl. dem Endprodukt am Fahrzeug (braun) im August Horch Museum (die Pressen sind nicht dargestellt)

Eine Besonderheit des Trabants war das kunststoffbeplankte Stahlgerippe als Skelettkarosserie (mit Plattformrahmen und Fahrschemel vorn). Die Entwicklung des neuartigen Kunststoffs hatte 1951 begonnen, zunächst mit PVC, kombiniert mit Baumwollabfallfaser und Holzschliff. Das Material wurde an Karosserien des IFA F 9 erprobt und serienmäßig für die Motorhaube des IFA F 8 und Teile am IFA H3 verwendet. Die mechanischen Eigenschaften und Produktionsbedingungen überzeugten jedoch noch nicht.
Eine günstige Lösung wurde in einem mit Baumwollkurzfasern (Linters) verstärkten Phenolharz gefunden, das aus heimischem Braunkohleteer gewonnen werden konnte. Das Baumwollmaterial, das nicht zu spinnen und somit für die Textilherstellung ungeeignet war, sich jedoch zu Matten legen ließ, kam als Abfall aus der Sowjetunion. Diese Matten wurden auf einer Papiergrundlage in eine Form gelegt, mit Phenolharz getränkt und mit (um Luftblasen auszutreiben, mehrmals wiederholtem) Pressendruck bei ca. 188 °C geformt und ausgehärtet. Die neuartige Kunststoffhülle wurde am Vorläufertyp P 70 entwickelt, der 1955 der weltweit erste nicht in Handarbeit hergestellte Pkw mit Kunststoff-Karosserie war. Das Duroplast hatte neben der Vermeidung von Schwierigkeiten bei der Blechbeschaffung (Tiefziehblech aus dem NSW stand auf dessen Embargoliste) und der Möglichkeit der Verwendung eigener Rohstoffe zur Herstellung eine Reihe weiterer Vorteile wie Stabilität, Korrosionsfreiheit, geringe Masse, Reparaturfreundlichkeit und leichte/billige Verfügbarkeit. Versuche zur Erprobung der Stabilität der Duroplastkarosserie, bei denen mehrere Trabant 601 über einen Abhang hinuntergestürzt wurden und sich dabei mehrmals überschlugen, verliefen zufriedenstellend.
Die Gesamtmasse der Duroplastteile einer Trabant-Karosserie beträgt 32 kg. Im Trabantwerk wurden sämtliche Duroplastkarosserieteile nach dem Pressen in Handarbeit mit einer Bandsäge zugeschnitten. Danach wurden sie durch Kleben, Nieten, Schrauben und Falzen mit dem Stahlgerippe verbunden. Verglichen mit dem damals gängigen GFK als alternativer Karosseriebaustoff, bot das Trabant-Material die Möglichkeit billigerer Herstellung in größeren Stückzahlen sowie eine glatte Oberfläche, die problemlos lackiert werden konnte. Das Herstellungsverfahren wurde unter anderem in Großbritannien lizenziert.
Erst später wurden auch einige erhebliche Nachteile offenkundig. Dazu gehörten nicht nur Schwierigkeiten bei der Entsorgung, sondern auch, dass dieses Verfahren der Produktivität erheblich im Wege stand. Die Aushärtezeiten des Harzes (≈ 20 Minuten) blockierten die teuren Pressen und verhinderten so eine Produktivitätssteigerung. In der Zeit, in der ein Kunststoffteil entstand, produzierten Pressen für Metall dutzende Teile. In einem Werksfilm von 1991 wird eine Presszeit von etwa 8,5 min pro Karosserieteil genannt, anschließend mussten die Teile noch aushärten. Auch andere Fahrzeughersteller, die Karosserieteile aus Kunststoff produzierten, hatten mit der vergleichsweise schwierigeren rationellen Produktion zu kämpfen. Das Pressen der GFK-Teile bei Reliant vollzog sich mit Aushärtezeiten von immerhin teilweise weniger als 3 Minuten. Bis heute konnten sich Karosserieteile aus Kunststoff bei Großserien-Pkw nicht durchsetzen.
Trotz seiner Kunststoffverkleidung konnte nachgewiesen werden, dass auch der Trabant ausreichenden Blitzschutz bot. Bei einem analytischen Bericht über den Blitzeinschlag in einen Trabant blieben die Insassen, ein Professor der Ingenieurwissenschaften mitsamt seiner Familie, unversehrt. Auch der befürchtete Fahrzeugbrand blieb aus. Bei Versuchen im Höchstspannungsprüffeld des VEB Keramische Werke Hermsdorf wurde 1974 die Blitzsicherheit des regennassen Fahrzeugs festgestellt. Bei trockenem Fahrzeug allerdings konnten gelegentlich Durchschläge auf den Dummy (mit einer Kupferkugel als Kopf) beobachtet werden, wenn sich die Kugel auf der Rücksitzbank in unmittelbarer Nähe zum Dach befand.

### Weitere technische Besonderheiten
- Der Motor hatte eine Drehschiebersteuerung, die ihm ein vergleichsweise beachtliches Temperament und hohes Drehmoment verlieh.
- Mit direkter Zahnstangenlenkung, sehr leichtgängiger Krückstockschaltung und straffer Federung ließ sich der Trabant recht „sportlich“ fahren.
- Das straffe Fahrwerk (Querblattfeder vorn, bis 1988 Querblattfeder hinten) bot zwar Fahrsicherheit, aber einen äußerst geringen Fahrkomfort.
- Ein Freilauf im vierten Gang bewirkte, dass der Trabant nach Gaswegnahme automatisch auskuppelt und bei erneutem Gasgeben automatisch wieder einkuppelt. Frühe Trabant mit unsynchronisiertem Getriebe (bis 1962) besaßen diesen Freilauf sperrbar und für alle Gänge.
- Der Motor lief, wie es bei vielen Zweitaktmotoren der Fall ist, nur in bestimmten Betriebssituationen gut. Im Leerlauf und Schubbetrieb war der Motorlauf unregelmäßig. Im Teillastbereich lief der Motor bei niedrigeren Drehzahlen durch schlechte Zylinderfüllung „rappelig“. Im Bereich um 85 km/h neigte er zu Verbrennungsklingeln und Überhitzung. Oberhalb von 95 km/h stiegen der Kraftstoffverbrauch und Motorverschleiß unverhältnismäßig an. Für längere Fahrten mit konstanter Geschwindigkeit eignen sich bei normaler Belastung die Bereiche von 50–80 km/h und etwa 90 km/h. Die Gefahr unzureichender Schmierung droht bei Rückenwind/Windschatten oder längeren Bergabfahrten mit hoher Geschwindigkeit. Hierbei darf der Trabant nicht mit wenig Gas gefahren werden, sondern sollte abwechselnd im Leerlauf (Freilauf) laufen und beschleunigt werden.[15]
- Der manuell zu regulierende Choke wurde von einigen Fahrern nach der Warmlaufphase versehentlich oder auch absichtlich nicht geschlossen, was zwar die Motorleistung etwas erhöhte, jedoch zu einer außergewöhnlichen Abgasbelastung führte.
- Für den „Winterbetrieb“ konnte das Luftansaugrohr um 180° gedreht werden, um nicht mehr kalte Frischluft, sondern angewärmte Luft über der Auspuffanlage anzusaugen.
- Die im Winter oft unzureichende Warmluftzufuhr der Fahrgastzelle erfolgte drehzahlabhängig durch den vom Keilriemen angetriebenen Axiallüfter. Ab 1976 wurde zusätzlich eine Abgaskrümmerheizung eingebaut, wodurch die Heizung wesentlich leistungsfähiger wurde.[16]
- Ein Luftableiter an den Seitenscheiben vorn ermöglichte eine Belüftung bei geöffnetem Fenster auch bei höheren Geschwindigkeiten. Zudem lässt sich der Trabant wegen der hervorstehenden Dachrinne auch bei Regen mit geöffnetem Fenster fahren, ohne dass Nässe ins Innere eindringt.
- Mit den vom Fahrersitz aus erkennbaren Scheinwerfern und den Heckflossen lässt sich der Trabant aufgrund der gut erkennbaren Fahrzeugenden, der kompakten Abmessungen und der guten Rundumsicht zentimetergenau rangieren.
- Der Trabant hat einen blendfreien Nachtsicht-Innenspiegel, indem der Spiegel um 180° gedreht wird.
- Die Zündanlage arbeitet ohne Zündverteiler und stattdessen mit zwei Zündspulen und zwei Unterbrecherkontakten (bis 1984, danach elektronische Zündung). Infolgedessen war von Störungen an der Zündanlage oft nur ein Zylinder betroffen, sodass ein defekter Trabant mit der verbliebenen Kraft des anderen Zylinders nach Hause oder zur nächsten Werkstatt gefahren werden konnte.
- Der Fallstromvergaser kam ohne Kraftstoffpumpe aus, da der Tank im Motorraum vor der Spritzwand und oberhalb des Motors eingebaut war (Fallbenzinsystem). Dies war zwar einfach und praktisch, aber auch gefährlich (Brandgefahr bei Unfällen). Der Benzinhahn hatte drei Stellungen: offen, geschlossen, Reserve (4 bis 5 Liter). Nur die „de Luxe“-Ausführung hatte eine Reserveleuchte und zeitweise eine Tankanzeige, bei allen anderen Modellen ließ sich die Notwendigkeit, nachzutanken oder auf Reserve umzuschalten, lediglich anhand des Tageskilometerzählwerks (sofern vorhanden) oder am Peilstab im Kraftstofftank grob erkennen. Wegen der geringen Reichweite des Trabant (etwa 300 km) wurde die Reserve häufig benötigt. Wurde nicht rechtzeitig auf Reserve umgeschaltet, ging der Motor unvermittelt aus. Erst 1981 wurde die Benzinhahn-Bedienung in den Griffbereich des Fahrers verlegt.[17] Zuvor musste sich dazu in den Fußraum des Beifahrers gebückt werden.
- Die leichtgängige Schaltung ist als Revolverschaltung („Krückstockschaltung“) ausgelegt. Für den ersten Gang wird der Hebel an eine Sperre hineingedrückt und der gekrümmte Griff nach unten gedreht. Um den zweiten Gang einzulegen, ist der Griff nach oben zu drehen. Die höheren Gänge erreicht man, indem man den Hebel ein Stück herauszieht. Der Rückwärtsgang wird eingelegt, indem der Hebel über die leichte Sperre im Stillstand bis zum Anschlag hineingedrückt und der Griff – wie für den ersten und dritten Gang, jedoch deutlich weiter – nach unten gedreht wird. Die Anordnung der Gänge entspricht also dem auch in anderen Autos üblichen „H“-Schaltschema, ist aber um 90 Grad nach rechts gedreht.
- Gefürchtet war der Riss des Keilriemens, der sich schwer vorhersehen ließ und beim Trabant eine sofortige Unterbrechung der Fahrt erzwang, da von ihm nicht nur die Lichtmaschine, sondern auch die Kühlung des Motors abhing. Der Keilriemenwechsel erforderte vor allem bei älteren Trabant-Ausführungen etliche Arbeitsschritte, was die Unterwegsreparatur umständlich machte. Einige Trabant-Fahrer führten daher stets eine Krawatte oder zwei Nylonstrümpfe mit, die beim Riss des Keilriemens einfach eingespannt wurden, sodass nach Angabe des sozusagen offiziellen Ratgebers Wie helfe ich mir selbst? eine notdürftige Kühlung des Motors gewährleistet war und mit „mäßiger Motordrehzahl“[18] weitergefahren werden konnte.
- Typisch waren Mängel an den Türen, die sich oft nur mit Schwung korrekt schließen ließen oder sich selbstständig öffneten. Das ließ sich zwar durch korrektes Einstellen und Richten der Türen beheben, was jedoch am Trabant ungewöhnlich häufig erforderlich war. Das Werk erklärte dazu lapidar, dass die in der Großserienfertigung des Trabant anzuwendende Technologie es nicht umfassend ermögliche, eine spielfreie Höhenführung des Schlosses auf den Schließkeil serienmäßig zu gewährleisten.[19]
- Vor allem im Leerlauf (bei korrekter Leerlaufdrehzahl von etwa 700/min) treten starke Vibrationen der gesamten Fahrgastzelle auf, weshalb es mitunter sehr aufwendig sein kann, einen Trabant innen klapperfrei zu machen.
- Einer der größten Kritikpunkte am Trabant war der hohe Geräuschpegel. Er wird, verglichen mit anderen Kleinwagen der 1950/60er Jahre, oft als lästig empfunden, weil der Motor nicht nur laute, sondern als Zweitakter mit Gebläsekühlung zudem recht hochfrequente Geräusche entwickelt. Hinzu kommt eine Dröhnneigung der Karosserie bei höheren Geschwindigkeiten.
- In den letzten Produktionsjahren wurden die Dicken sowohl der Bleche als auch der Duroplastteile im Zuge von Sparmaßnahmen verringert, die Gesamtqualität des Autos war dadurch rückläufig.[6]
- Der Kofferraum ist für einen Kleinwagen außergewöhnlich groß (Typ 601: 420 Liter bei der Limousine, 1400 Liter im Kombi mit umgeklappter Rückbank).
- Der Trabant fuhr meist in der DDR, wo begrenzte Reisemöglichkeiten herrschten. Sein Farbprogramm hingegen suggerierte mit Bezeichnungen wie Monsungelb, Panamagrün, Caprigrün, Baligelb, Korallrot, Papyrusweiß oder Persisch-Orange internationales Flair.

## Bedeutung des Trabants

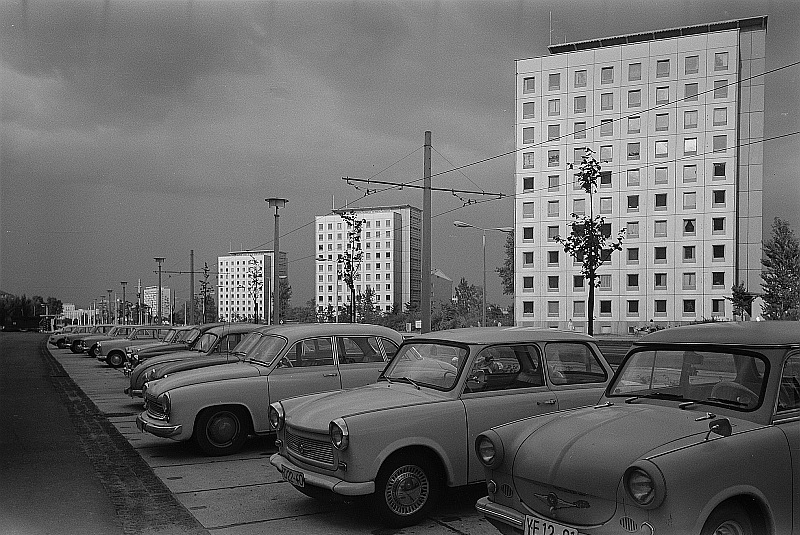
Der Trabant war mit Abstand der häufigste Pkw im Straßenbild der DDR (hier in Dresden)

### Der Trabant als Volkswagen der DDR
Zu Beginn seiner Produktion wurde der Trabant noch als ostdeutscher „Volks“-Wagen gefeiert und galt für viele Familien mit mittlerem Einkommen als Einstieg in die automobile Welt. Als eine Weiterentwicklung des Trabants ausblieb, wandelte sich das Bild: Der Wagen wurde zum Sinnbild für die stagnierende Wirtschaft der DDR und für die Borniertheit der politischen Führung, die beispielsweise mit einem Politbürobeschluss vom 6. November 1979 sämtliche Neuentwicklungen im Pkw-Sektor verbot und nur noch Detailverbesserungen zuließ. Dennoch konnte die Nachfrage nie gedeckt werden. Die Wartezeit auf einen Neuwagen war derart lang, dass auch ein mehrere Jahre alter Wagen auf dem Gebrauchtmarkt noch zum Neupreis wiederverkauft werden konnte. Daher war auch der Besitz eines gut gepflegten Trabants mit einem gewissen Ansehen verbunden. Siehe dazu auch Verfügbarkeit von Pkw in der DDR.
Da die konsequente Weiterentwicklung des Trabants politisch verwehrt wurde, veraltete die Konstruktion zusehends. Entwicklungsschwierigkeiten verhinderten die vorgesehene Ablösung durch einen Wankelmotor. Eine elektronische Benzineinspritzung scheiterte Anfang der 1960er Jahre an der Elektro-Industrie der DDR, die nicht in der Lage war, die erforderlichen Bauteile in Menge und Qualität zu produzieren. In den 1980er-Jahren war der Trabant wie auch der Wartburg wegen des aufkommenden Umweltbewusstseins und entsprechender gesetzlicher Vorschriften selbst in den sozialistischen Bruderländern fast unverkäuflich geworden. In der DDR war er von kleineren Ausnahmen abgesehen der einzige im Angebot befindliche Kleinwagen, sodass mangels Alternativen bis zur Wende eine unverändert große Nachfrage bestand. Viele DDR-Bürger waren in einer Art Hassliebe mit ihrem Trabant verbunden, die bereits mit der lange verzögerten, aber letztlich doch überzeugenden Premiere des ersten Trabant P 50 ihren Anfang genommen hatte.
Der Trabant wurde trotz des kleinen Motors und der Trommelbremsen häufig als Zugfahrzeug genutzt und eine entsprechende Anhängerkupplung nachgerüstet. Da die Versorgungslage mit Kleintransportern in der DDR besonders schlecht war, zogen viele Trabant einen Lastenanhänger. Als Wohnwagen wurde der LC9-200 speziell für den Trabant entwickelt, auch der QEK Junior und einige Klappfix-Typen (Wohnzeltanhänger) wurden häufig vom Trabant gezogen. Ferner gab es für den Trabant ein Dachzelt.

### Der Trabant nach der Wende 1989

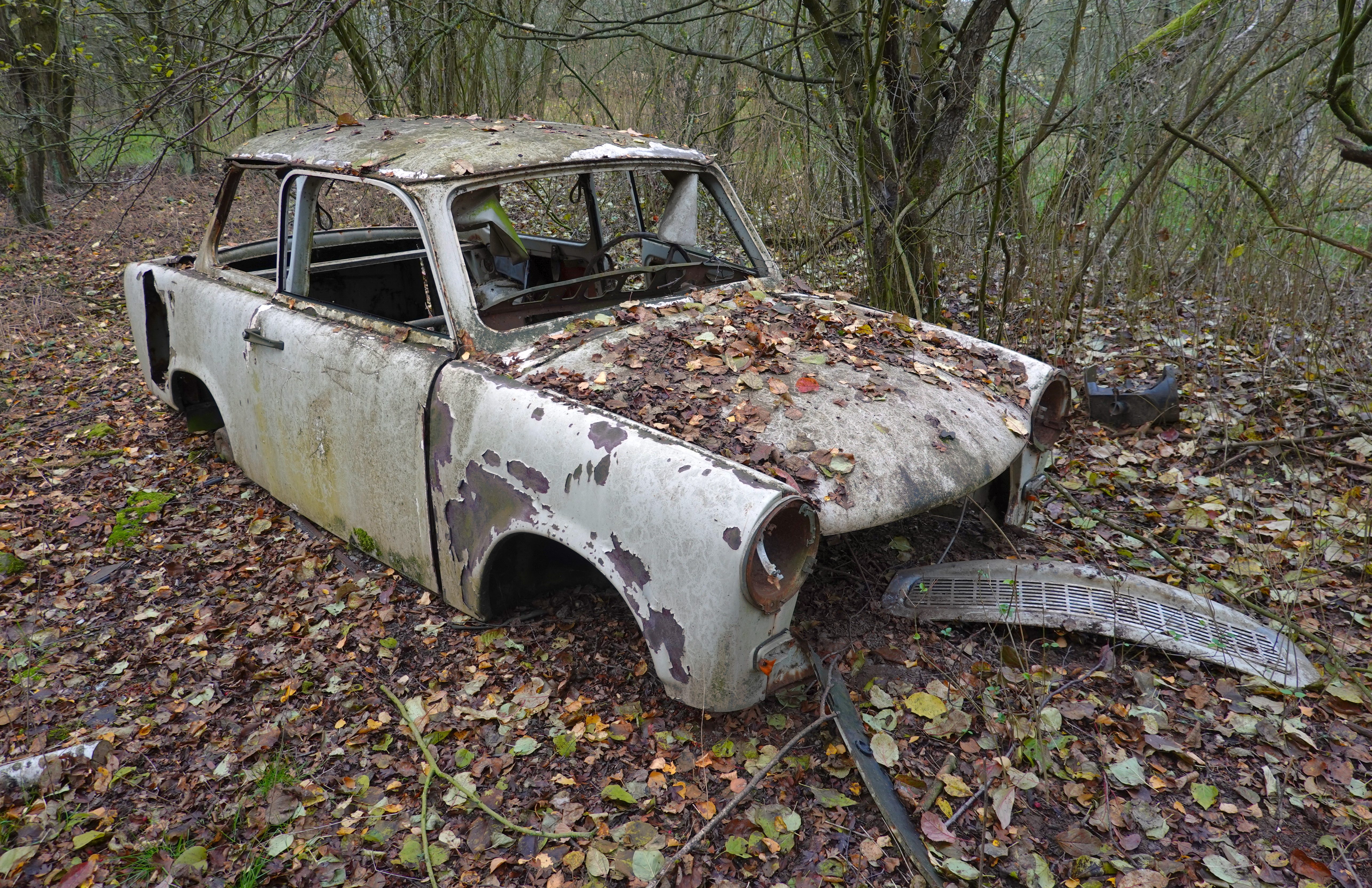
Nicht wenige Trabis wurden nach der Wende illegal entsorgt

Das Image des Autos brach 1990 geradezu über Nacht ein. Selbst bei Volkswagen, die seit Dezember 1989 mit IFA in einem „Joint Venture“ den Verkauf des neuen Trabant planten, war mit einem solchen Misserfolg des „1.1“ nicht gerechnet worden. Nach der Währungsunion im Sommer 1990 waren neue Trabis trotz des Viertaktmotors nur noch schwer verkäuflich, sodass die Produktion schon 1991 beendet werden musste. Dem Zeitgeist entsprechend war die Nachfrage nach Produkten aus der DDR allgemein stark zurückgegangen. Jahrelang gepflegte 601er waren nunmehr als illegal in besiedelten Gebieten oder auch in der Natur entsorgte, zuvor oft noch ausgeschlachtete Wracks nahezu überall in der DDR zu finden. Der damalige Kleinanzeigenmarkt dokumentiert, dass selbst alltagstaugliche Exemplare mitunter gegen einen Kasten Bier oder eine Flasche Wein verkauft oder sogar verschenkt wurden. Dazu passend kursierte folgender Witz in jener Zeit: „Wie verdoppelt man den Wert eines Trabis? – Indem man ihn volltankt.“ Neben der Umweltbelastung durch den Zweitaktmotor prangerten westdeutsche Experten schnell die geringe Sicherheit des Trabis an. Crashtests ergaben jedoch, dass die Stabilität der Fahrgastzelle nicht schlechter war als bei vergleichbar großen westdeutschen Gebrauchtwagen.

#### Bestand

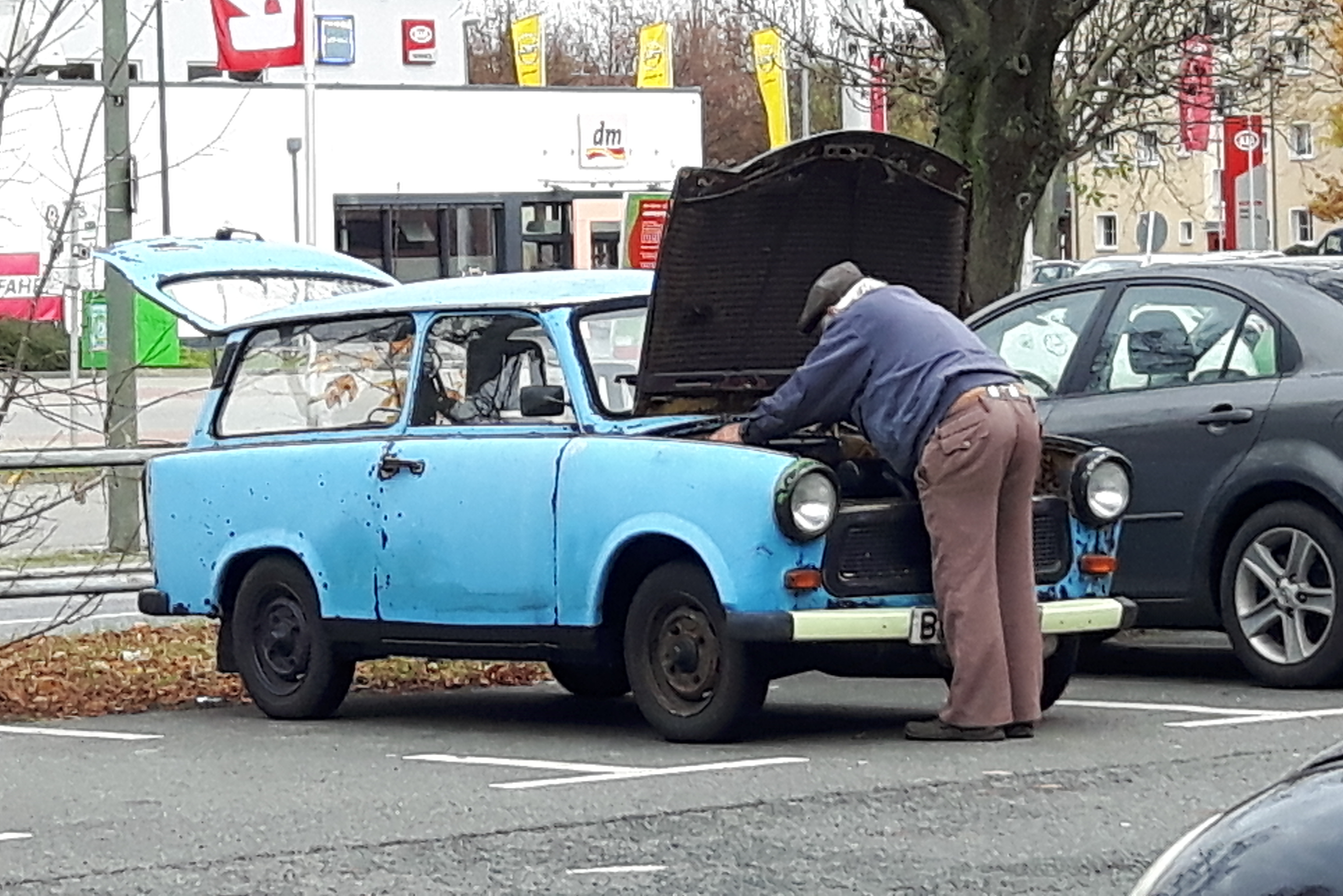
Im Alltag genutzter Trabant mit seinem vermutlich langjährigen Besitzer, Berlin 2017

1989 waren in der DDR waren rund 2,2 Mio. Trabant zugelassen (davon rund 85.000 P 50/P 60). Das waren etwa 53 Prozent aller zugelassenen Personenkraftwagen. Während westdeutsche Verkehrsexperten zur Wende 1989/1990 das Aussterben des Trabants binnen zwei bis drei Jahren aus dem Straßenbild prognostizierten, waren 1993 noch rund 920.000 Trabant in Deutschland zugelassen. Viele Leute nutzten ihren Trabi noch einige Zeit als Zweitwagen, da sich ein Verkauf aufgrund des extrem niedrigen Marktwerts nicht lohnte. Der geringe Preis und die verhältnismäßig anspruchslose, robuste Technik machte den Trabi in den 1990er-Jahren vor allem für junge Menschen, Bastler und Studenten interessant. In seiner „Geburtsstadt“ waren zum Jahresbeginn 1998 beispielsweise noch genau 2755 Trabis zugelassen. Das war statistisch gesehen etwa jedes 20. Fahrzeug, das über Zwickaus Straßen rollte. Dennoch nahm der Bestand jährlich um mehr als 100.000 Fahrzeuge ab. Wolfgang Bauer vom Kraftfahrt-Bundesamt war sich sicher, dass (wenn der Trend anhält) der Trabi bis zum Jahr 2001 ausgestorben sei. Tatsächlich waren zum 1. Januar 2001 aber noch rund 160.000 Trabis registriert. Im Jahre 2003 rutschen die Bestandszahlen unter die Grenze von 100.000 Stück. Mit 32.311 zugelassenen Personenkraftwagen des Herstellers Sachsenring war am 1. Januar 2014 der historische Tiefpunkt erreicht. Seitdem steigen die Bestandszahlen wieder jährlich an. Am 1. Januar 2015 waren bereits 32.832 Fahrzeuge zugelassen, im Jahr darauf 33.550.
Am 1. Januar 2024 waren beim Kraftfahrt-Bundesamt 40.826 Personenkraftwagen des Herstellers Sachsenring registriert. Darin enthalten sind 28.724 Trabant P 601 und 1.213 Trabant P 1.1. Nicht konkret aufgeschlüsselt sind die Bestandszahlen für den Trabant P 50 und P 60 sowie für die beiden Typen P 70 und Sachsenring P 240. Hinter der Angabe „Sonstige/nicht getypt“ verstecken sich jedoch 10.889 Fahrzeuge. Aufgrund der ohnehin geringen Produktionszahlen für den Trabant-Vorgänger P 70 und den Oberklassewagen P 240, handelt es sich deshalb fast ausschließlich um die beiden älteren Typen der Trabant-Baureihe. Die meisten Sachsenring-Fahrzeuge sind in Sachsen gemeldet (10.627 Stück), gefolgt von Brandenburg (6.339 Stück) und Thüringen (6.110 Stück). In den alten Bundesländern ist der Trabant am häufigsten in Bayern zu finden (1.742 Stück). Die wenigsten Trabis gibt es in Bremen (39 Stück) und im Saarland (82 Stück). Gemessen am Gesamtbestand aller im jeweiligen Bundesland zugelassenen Personenkraftwagen ist der Anteil in Thüringen am größten (0,51 Prozent).
Trotz wieder ansteigender Bestandszahlen ist der Trabant in den 2020er-Jahren auch in den ostdeutschen Bundesländern weitestgehend aus dem Straßenbild verschwunden. Obwohl im Jahre 2024 mehr Exemplare zugelassen sind als 16 Jahre zuvor, ist die Wahrscheinlichkeit einem Trabant zu begegnen wesentlich geringer. Dies liegt daran, dass der Trabant heute vorrangig als Liebhaberstück gehalten und für Ausfahrten bei schönem Wetter, sowie zur Teilnahme an Fahrzeugtreffen genutzt wird. Echte Alltagsfahrzeuge, wie sie noch bis Ende der 2000er-Jahre relativ häufig anzutreffen waren, sind dagegen selten geworden. Da die Produktion des Autos im April 1991 eingestellt wurde, dürfen 30 Jahre danach auch die letzten vom Band gelaufenen Trabant seit Mai 2021 als Oldtimer mit dem Kennzeichen „H“ zugelassen werden.
Die folgende Übersicht zeigt den Bestand an Personenkraftwagen des Herstellers Sachsenring zum 1. Januar (bis 2000 jeweils 1. Juli), erfasst durch das Kraftfahrt-Bundesamt. Vor dem 1. März 2007 beinhaltete der Fahrzeugbestand auch die Anzahl der vorübergehenden Stilllegungen (rund 12 Prozent aller PKW in Deutschland). Seit dem  enthält der Fahrzeugbestand ausschließlich den fließenden Verkehr, einschließlich der Saisonkennzeichen.
| Jahr | Bestand |
| ---- | ------- |
| 1993 | 920.162 |
| 1994 | 814.642 |
| 1995 | 663.631 |
| 1996 | 530.358 |
| 1997 | 407.252 |
| 1998 | 308.669 |
| 1999 | 228.501 |
| 2000 | 169.623 |
| 2001 | 160.117 |

| Jahr | Bestand |
| ---- | ------- |
| 2002 | 124.459 |
| 2003 | 96.585  |
| 2004 | 78.202  |
| 2005 | 66.984  |
| 2006 | 58.073  |
| 2007 | 52.432  |
| 2008 | 38.912  |
| 2009 | 37.124  |
| 2010 | 34.846  |

| Jahr | Bestand |
| ---- | ------- |
| 2011 | 33.726  |
| 2012 | 32.997  |
| 2013 | 32.485  |
| 2014 | 32.311  |
| 2015 | 32.832  |
| 2016 | 33.550  |
| 2017 | 34.449  |
| 2018 | 35.422  |
| 2019 | 36.259  |

| Jahr | Bestand |
| ---- | ------- |
| 2020 | 37.116  |
| 2021 | 38.173  |
| 2022 | 39.342  |
| 2023 | 40.138  |
| 2024 | 40.826  |

Nach dem Abschlussbericht des Bundesamtes für Wirtschaft und Ausfuhrkontrolle wurden 1.819 Trabant zugunsten der Umweltprämie zwischen dem 27. Januar 2009 und dem 31. Juli 2010 verschrottet.

#### Trabant als Hobby und Kultobjekt

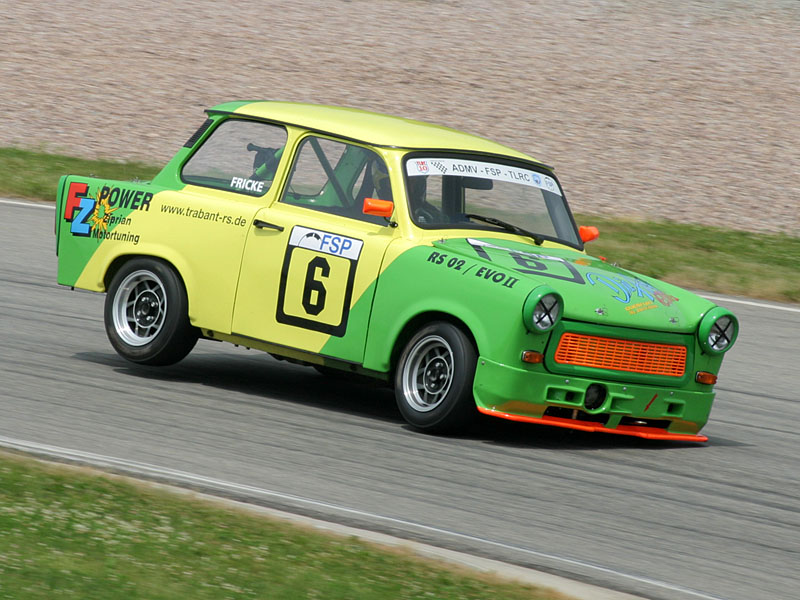
Trabant als Rennfahrzeug

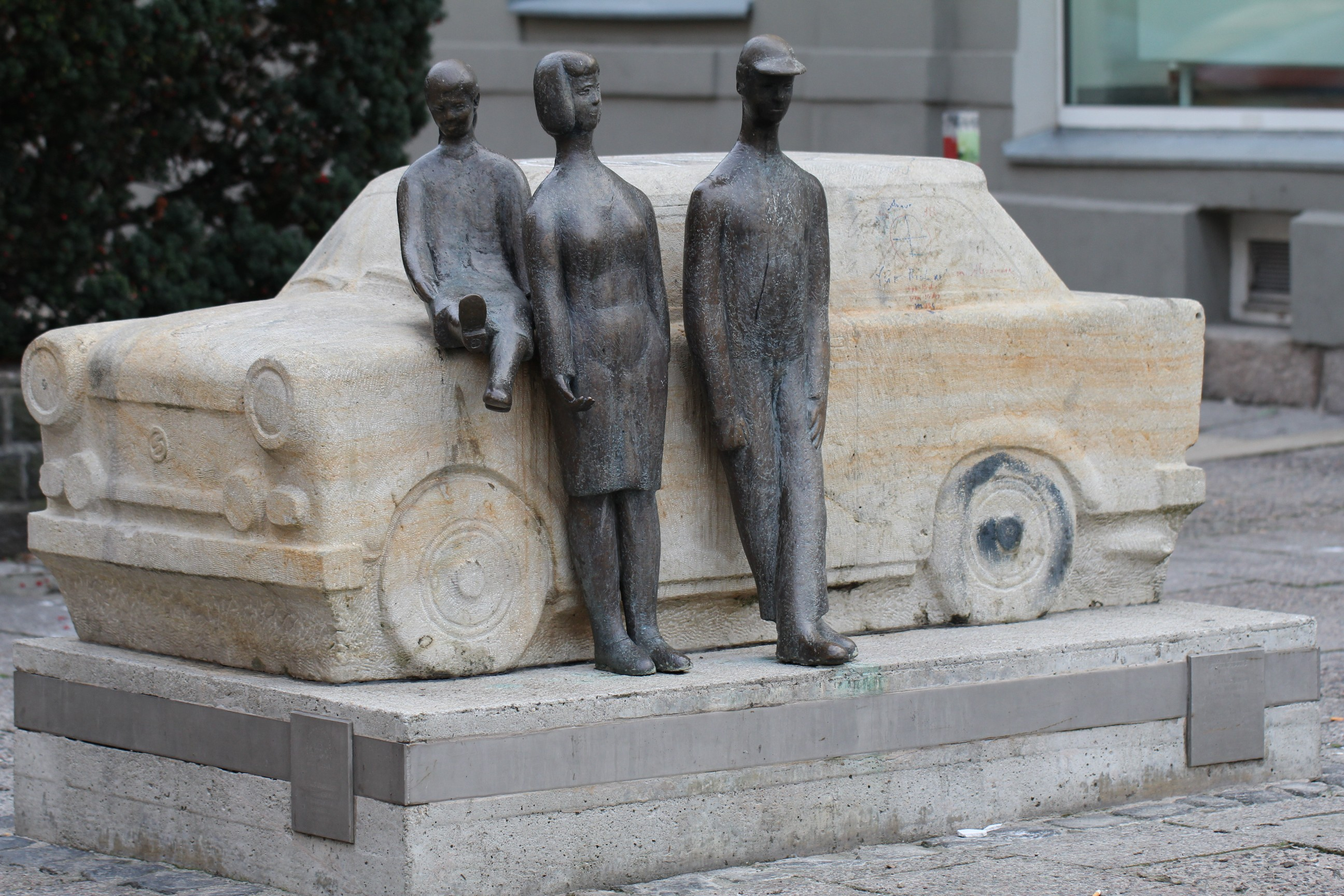
Trabant-Denkmal von Berthold Dietz am früheren Standort am Georgenplatz in Zwickau (jetzt am August Horch Museum)

Ähnlich wie der VW Käfer entwickelte sich der Wagen zu einem Kultfahrzeug mit umfangreichem Freundeskreis. Anfang der 1990er-Jahre bildeten sich die ersten Trabant-Fanclubs. Die Szene der Trabi-Fans wuchs, wie die Besucherzahlen des Internationalen Trabantfahrertreffens (ITT) in Zwickau belegen. Es gibt mehrere Vereine, Interessengemeinschaften und Privatpersonen, die sich dem Trabant widmen – auch außerhalb des ehemaligen DDR-Gebiets. Vor allem in den Ländern, in die der Trabant in großen Stückzahlen exportiert wurde (Polen, Ungarn, ehem. CSSR), gibt es inzwischen zahlreiche Trabant-Fanclubs. Zum „Internationalen Trabi-Treffen“ in Zwickau kamen bis 2008 jährlich rund 20.000 Besucher. Inzwischen findet dieses größte Trabi-Treffen im Zweijahresrhythmus statt.

„Sie haben ihre Fans und ihre Zukunft gefunden. […] Sie sind, wie es scheint, endlich ins Ziel gekommen, die beiden Volkshelden.“

In Zwickau wurde dem Trabant im Juni 1998 ein Denkmal errichtet, das der Künstler Berthold Dietz schuf. Es zeigt einen verkleinerten Trabant aus Sandstein und eine halbmannshohe Familie aus Bronze, bestehend aus Vater, Mutter und Tochter. 2014 schuf der Berliner Künstler Carlo Wloch einen Trabant in Originalgröße aus Sandstein. Mehrere Spielfilme stellten den Trabant in den Mittelpunkt, darunter Trabbi goes to Hollywood, Go Trabi Go, Go Trabi Go 2 – Das war der wilde Osten. Seit einigen Jahren entwickelt sich der Trabant zum Liebhaberobjekt. Statt Tuning und kreativer Umbauten gibt es häufiger originalgetreue Restaurierungen. Im Unterschied zu ähnlichen Kultmobilen wie VW Käfer, Citroën 2CV oder Mini ist der Trabant jedoch bis heute ein vergleichsweise preiswerter Oldtimer.
Auch international steht der Trabant bis heute als geschichtsträchtiges Symbol für die DDR und die Maueröffnung 1989. Entsprechende Trabant-Accessoires sind fester Bestandteil in der Tourismusbranche. David Hasselhoff, der im Dezember 1989 den Titel „Looking for Freedom“ an der Mauer gesungen hatte und aus seinen Filmen eher als Sportwagenfahrer bekannt ist, äußerte im Oktober 2019 bei einem Hupkonzert mit mehreren Trabis, dass er ein Fan des Autos sei.
Wiederholt kommt es zu Wettbewerben, so viele Personen wie möglich in einem Trabant 601 unterzubringen. 1976 zwängten sich 17 Personen in der Fernsehsendung Außenseiter-Spitzenreiter in einen Trabant. Der aktuelle Rekord wurde 2021 in Zwickau mit 20 Frauen aufgestellt, die in einer Trabant 601 Limousine „Platz fanden“.

#### Cabrio-Umbauten

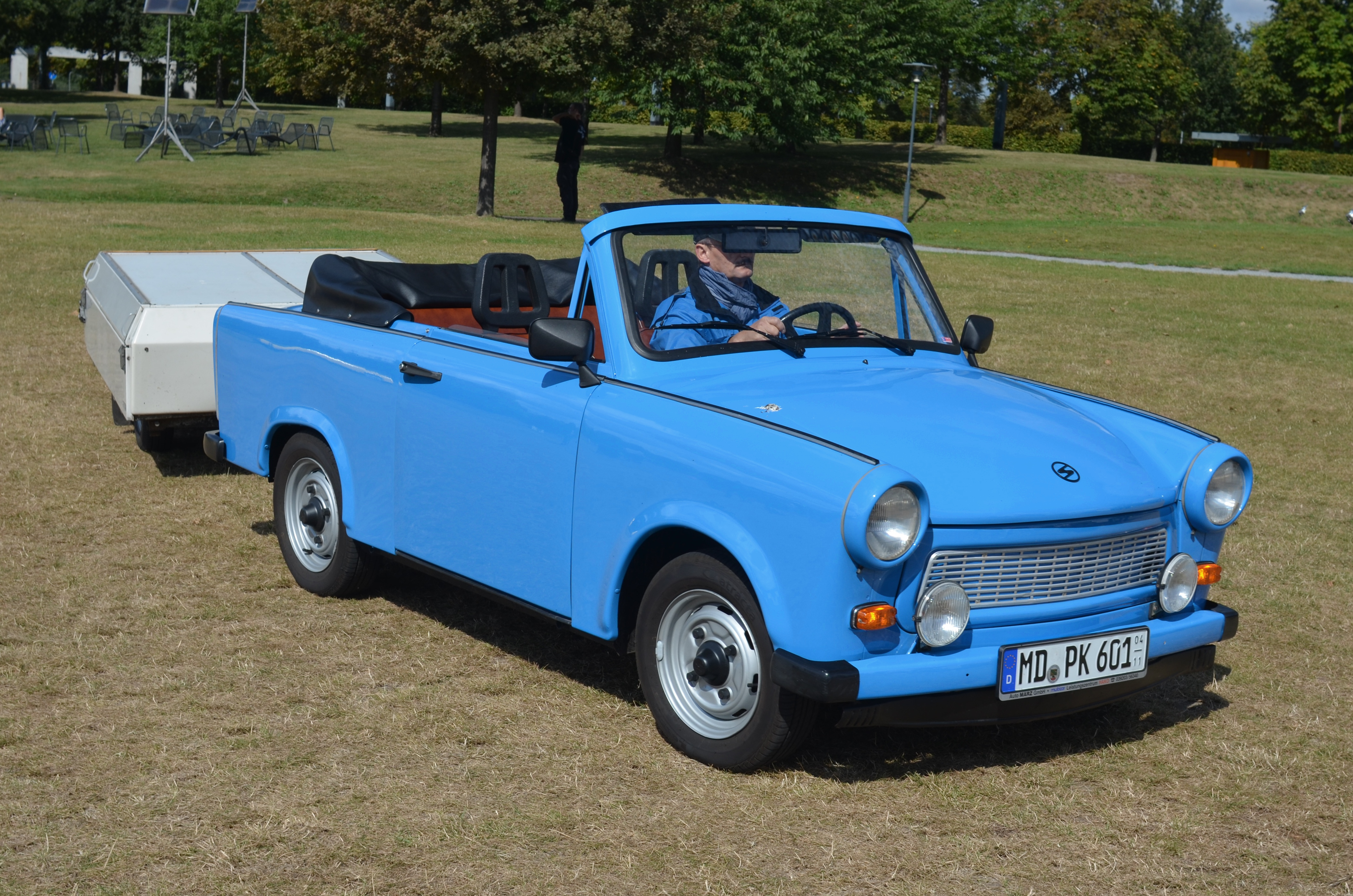
Trabant 601 Ostermann Cabrio: Ab 1993 bot Ostermann Cabrio-Umbausätze für den Trabant an

Ab 1993 bot das Unternehmen Ostermann aus dem niedersächsischen Osnabrück Umbausätze an, mit denen Trabant-Limousinen zu Cabriolets umgerüstet werden konnten. Der Umbausatz kostete 1090 Euro (anfänglich etwa 2200 DM) und umfasste einen vorbereiteten Gitterrahmen, der im Bereich der Türschweller und der Hinterachse auf den Plattformrahmen geschweißt werden musste, ferner das Verdeckgestänge und die -haut sowie eine Bauanleitung nebst Mustergutachten. Durch einen verstärkten Windschutzscheiben-Rahmen konnte auf einen Überrollbügel verzichtet werden. Bis 2013 sollen etwa eintausend Bausätze verkauft worden sein. Neben dem Trabant 601 konnte damit auch die Viertaktversion Trabant 1.1 umgerüstet werden. Ferner bot das Unternehmen Rudolf Döge aus Oelzschau (Rötha) einen Cabrio-Umbausatz an, der jedoch aus Stabilitätsgründen einen Überrollbügel verwendet und bei dem ein kleines Stück des Daches am Windschutzscheibenrahmen erhalten bleibt.

## Modelle

### P50 „Trabant“
1957 wurde bei AWZ eine Nullserie von 50 Fahrzeugen gebaut. Die Serie begann ab Sommer 1958. Der 500 cm³ große Zweitaktmotor mit Einlassdrehschieber leistete anfangs 13 kW (18 PS), dies war in den 1950er-Jahren für einen Kleinwagen durchaus üblich. Der ab 1959 auch als „Trabant 500“ bezeichnete Wagen wurde zunächst stetig weiterentwickelt und erhielt ein synchronisiertes Getriebe sowie einen überarbeiteten Motor, der weniger Schmiermittel benötigte (Gemisch 1:33 statt 1:25). Außerdem erschienen eine Variante als Trabant Kombi und das zwei- bzw. dreifarbige Modell „Sonderwunsch“ mit geschwungener, ab 1961 gerader Zierleiste.

### Trabant 600 (P60)
Mit dem Modelljahr 1963 wurde der Motor grundlegend überarbeitet. Durch größere Zylinderbohrung wurde der Hubraum von 494 auf 599 cm³ erhöht und damit eine Leistungssteigerung auf 17 kW (23 PS) erreicht. Äußerlich entsprach der Wagen jedoch nicht mehr dem Zeitgeschmack. Die Zierleisten des „Sonderwunsch“ wurden nun gerade geformt. Ansonsten ließ sich der neue Trabant nur durch den hinzugefügten Schriftzug „600“ am Heck erkennen.

### Trabant 601 (P601)

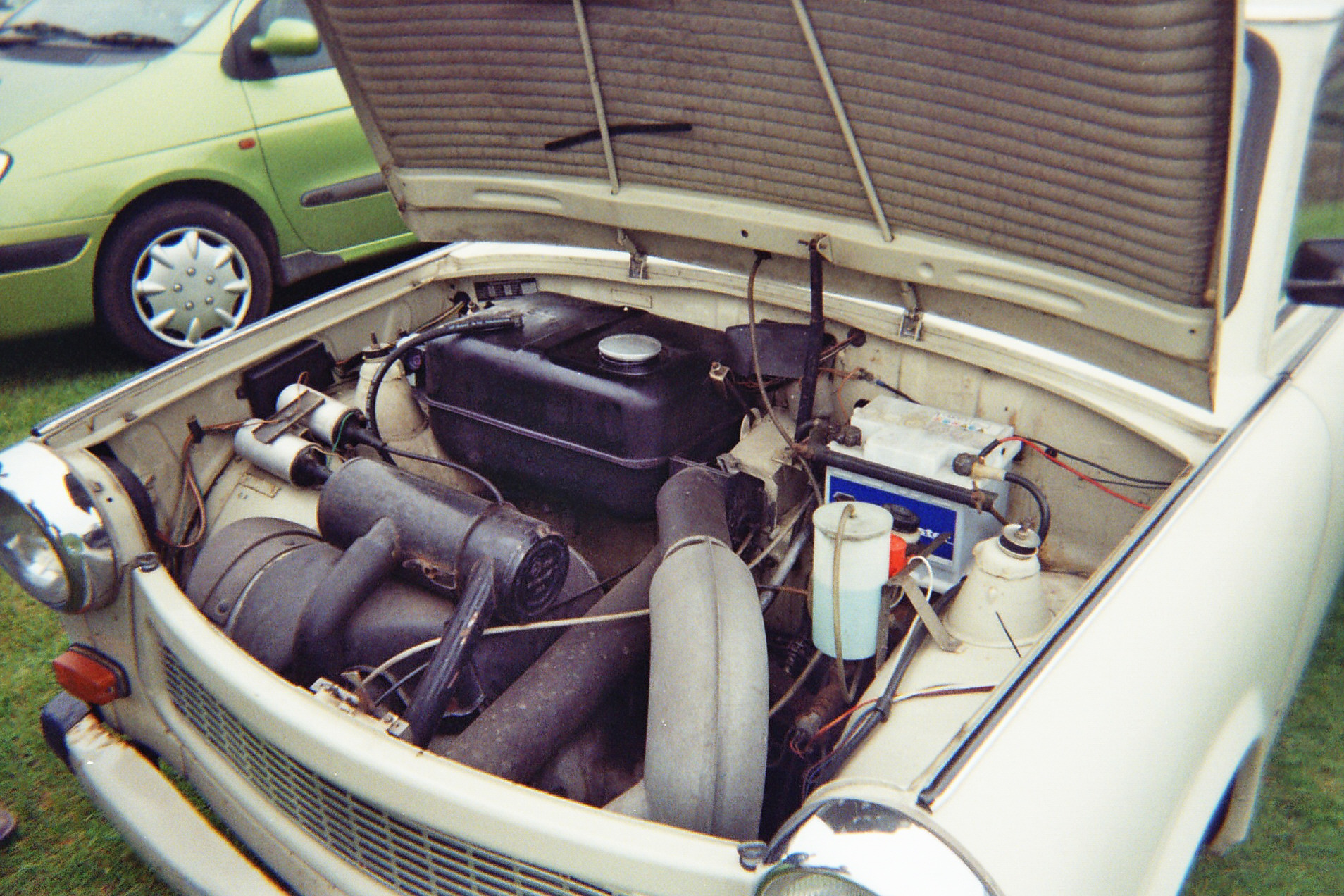
Motorraum des Trabant 601

Ab 1964 wurde der Trabant 601 in Serie produziert. Im Vergleich zum Vorgänger wurde das Fahrzeug insgesamt 18 cm länger und 5 kg leichter. Genau betrachtet handelte es sich aber lediglich um ein Facelift des Trabant 600, technisch änderte sich kaum etwas. Selbst zahlreiche Karosserieteile und die Innenraumgestaltung blieben nahezu unverändert. Ein Jahr später erschien auch der Kombi „Trabant 601 Universal“ mit umklappbaren Rücksitzen und einer Ladekapazität von 1400 Litern. Ebenfalls 1965 erschien eine Variante Hycomat mit automatischer Kupplung. Alle diese Modelle wurden in drei unterschiedlichen Ausstattungsvarianten Standard, Sonderwunsch und de luxe (später: Sonderwunsch de luxe) angeboten. Darüber hinaus wurde ab 1967 eine Kübelversion 601 A für die NVA sowie 601 F für Forstbetriebe produziert. Für Exportmärkte wie Griechenland war diese ab 1978 auch als Freizeitvariante „Tramp“ erhältlich.

### Trabant 1.1
Der Trabant 1.1 war der Nachfolger des 601. Er hatte einen wassergekühlten Viertaktmotor, der in der DDR nach Volkswagen-Lizenz gebaut wurde, sowie ein stark verbessertes Fahrwerk. Infolge einer Kostenexplosion bei der Bereitstellung des neuen Motors blieb nur noch wenig Geld zur Erneuerung des Trabant-Modells. Die zunächst favorisierte Karosserie eines Prototyps wurde abgelehnt. Stattdessen verbarg sich die modernisierte Technik in einem nur im Detail veränderten Äußeren. Er ging erst im April 1990 in Serie und konnte dem Image und der Technik westeuropäischer Autohersteller, deren Produkte nun zugänglich wurden, wenig entgegensetzen. Der 1.1 wurde wie vorher der 601 als Limousine und Universal (früher Kombi) angeboten, aber es gab ihn auch als Tramp, eine offene Variante mit Faltdach, sowie als Pickup mit Ladefläche. Nach nur zwölf Monaten verließ der letzte 1.1 das Werk. Am 30. April 1991 endete nach 33 Jahren die Produktion des Trabants und mit ihm der Fahrzeugbau bei Sachsenring.

## Prototypen

### P50

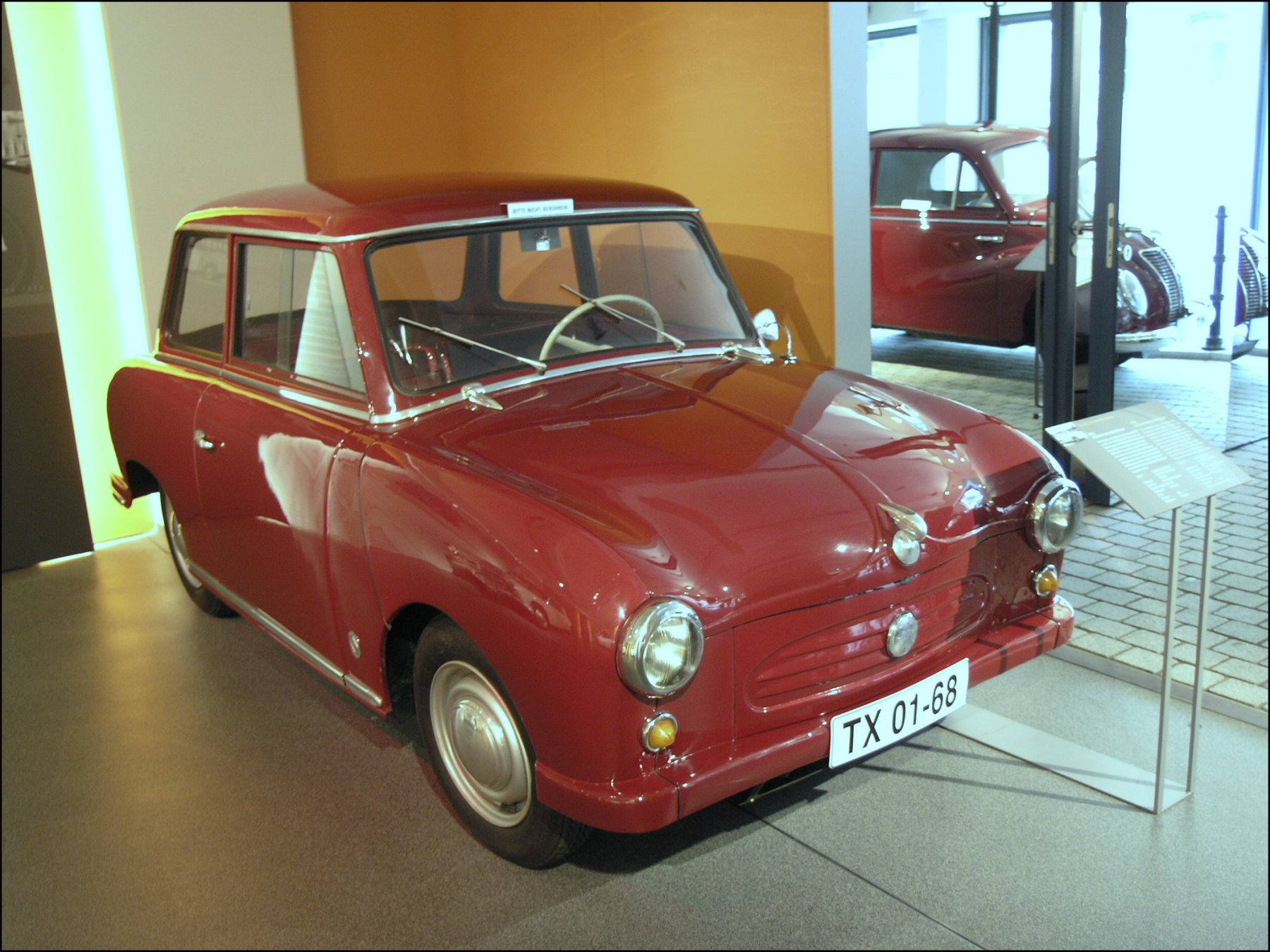
Prototyp des P 50

Den ersten Prototyp des „P 50“ getauften Modells stellte das Forschungs- und Entwicklungszentrum aus Karl-Marx-Stadt (Chemnitz) noch 1954 vor. Die Karosserie war zum Teil aus einem Kunststoff, bestehend aus Phenolharz und Baumwolle gefertigt.
Das Modell war jedoch kein Erfolg: Da es mit dem eingesetzten Kunststoff noch keine Erfahrung gab, wurde noch viel Blech zur Beplankung des Wagens gebraucht. Außerdem bot die Rückbank viel zu wenig Platz, um das Auto als Familienwagen verkaufen zu können. Daraufhin übernahm das Automobilwerk Zwickau (AWZ) die Weiterentwicklung. Um die Pläne für den P 50 zu überarbeiten, entstand unter der Bezeichnung P 70 ein Übergangsmodell, mit dem neue Erkenntnisse über die Kunststoffverarbeitung gewonnen werden sollten. Die Karosserieteile des P-50-Prototyps haben mehr Ähnlichkeit mit denen des P 70 als den Teilen des späteren Serien-P-50.

### P603
Bereits kurz nach der Vorstellung des Wankelmotors im Jahre 1960 waren bei VVM Automobilbau die ersten Kreiskolbenmotoren gebaut worden. Ab 1962 wurde dieser Motor auch bei Sachsenring getestet. Nachdem IFA von NSU Anfang 1965 die Lizenzrechte für den Kreiskolbenmotor gekauft hatte, produzierte man den Motor KKM 51/KKM 52 – einen kleineren für den Trabant, einen größeren für den Wartburg. Der KKM 51 hatte mit einem Kammervolumen von 500 cm³ eine Leistung von 50 PS, wurde in mehrere Trabant 601 eingebaut und über eine Strecke von 50.000 km getestet. Auch gab es bereits Entwicklungsarbeiten am Nachfolgetyp 602 V mit Kreiskolbenmotor, die jedoch im Sommer 1966 aus wirtschaftlichen Gründen gestoppt werden mussten. Die KFT äußerte 1965, dass sich viele Leser für die Zukunft einen Typ zwischen Trabant und Wartburg wünschten, mit Vollheck-Karosserie und Wartburg-Motor.
Die Konstrukteure in Zwickau und die DDR-Regierung waren sich zunächst einig, dass der Trabant 601 etwa fünf Jahre auf dem Markt absetzbar sei, dann aber, wie international üblich, ein Nachfolgemodell nötig sei. Deshalb lief erneut die Entwicklung eines neuen Kleinwagens mit Duroplastkarosserie, nunmehr des Trabant 603. Eine Abbildung findet sich hier: Noch im dritten Quartal 1966 bauten die Entwickler Prototypen mit kantigen Linien und Schrägheck zur Raumausnutzung, lange vor der Markteinführung des VW Golf I. Als Ursprung dieser Entwicklung kann er allerdings nicht angesehen werden. Der Trabant 603 war dennoch ein seinerzeit sehr fortschrittlicher Entwurf des modernen Vollheck-Kleinwagens als Dreitürer mit oben angeschlagener Heckklappe. Grundentwurf Lothar Sachse (SZ), formale Modifikation außen Karl Clauss Dietel, Innengestaltung ebenfalls K. C. Dietel mit Lutz Rudolph.
Am 30. Dezember 1966 erhielt der VEB Sachsenring Automobilwerke Zwickau nun auch offiziell seitens des VVB-Generaldirektors den Auftrag, einen Nachfolger für den Trabant 601 zu entwickeln. Dies geschah unter Leitung Werner Langs. Angepeiltes Ziel war der Serienanlauf für Ende 1969/Anfang 1970. Der P 603 hatte einen Gitterrohrrahmen und, wie der Trabant 601, eine Kunststoffkarosserie. In den 9 gebauten Prototypen wurden verschiedene Motoren getestet; neben dem favorisierten Wankelmotor auch der Motor vom Wartburg 353 und Škoda 1000 MB. 1968 lief die Produktionsvorbereitung auf Hochtouren.
Nachdem bereits 5,45 Millionen Mark Entwicklungskosten investiert waren, stoppte Günter Mittag Ende 1968 sämtliche Projekte im Zusammenhang der Verwirklichung des Trabant 603. Einer staatlichen Auflage zufolge, durften nur noch kurzfristig amortisierbare Verbesserungen am bestehenden Typenprogramm vorgenommen werden, und als perspektivisch neuer Fahrzeugtyp wurde seitens der Parteiführung ein größeres Fahrzeug angestrebt, das sowohl Trabant als auch Wartburg ersetzen sollte. 1971 unternahm das Automobilwerk Zwickau in Abstimmung mit der SED-Kreisleitung Zwickau erneut einen Versuch, und wollte Erich Honecker den Trabant 603 vorführen und zur Zustimmung bewegen. Die Vorführung wurde durch Intervention von Günter Mittag persönlich verhindert.
Später kamen Gerüchte um einen angeblichen Verkauf der Konstruktionspläne an den VW-Konzern auf, da der Trabant 603 konzeptionell wie formgestalterisch als ein Vorgriff auf den Golf I interpretiert werden kann. Für diese Darstellung gibt es aber keinerlei Belege; sie erscheint letztlich auch nicht plausibel.
Ebenfalls 1968 scheiterte auch das Wankel-Projekt, diesmal allerdings nicht an politischen, sondern an technischen Hürden. Die DDR-Ingenieure erkannten recht bald den durch die systemimmanent sehr ungünstige Brennraum-Form recht hohen spezifischen Kraftstoffverbrauch (siehe Wankelmotor).

### P610

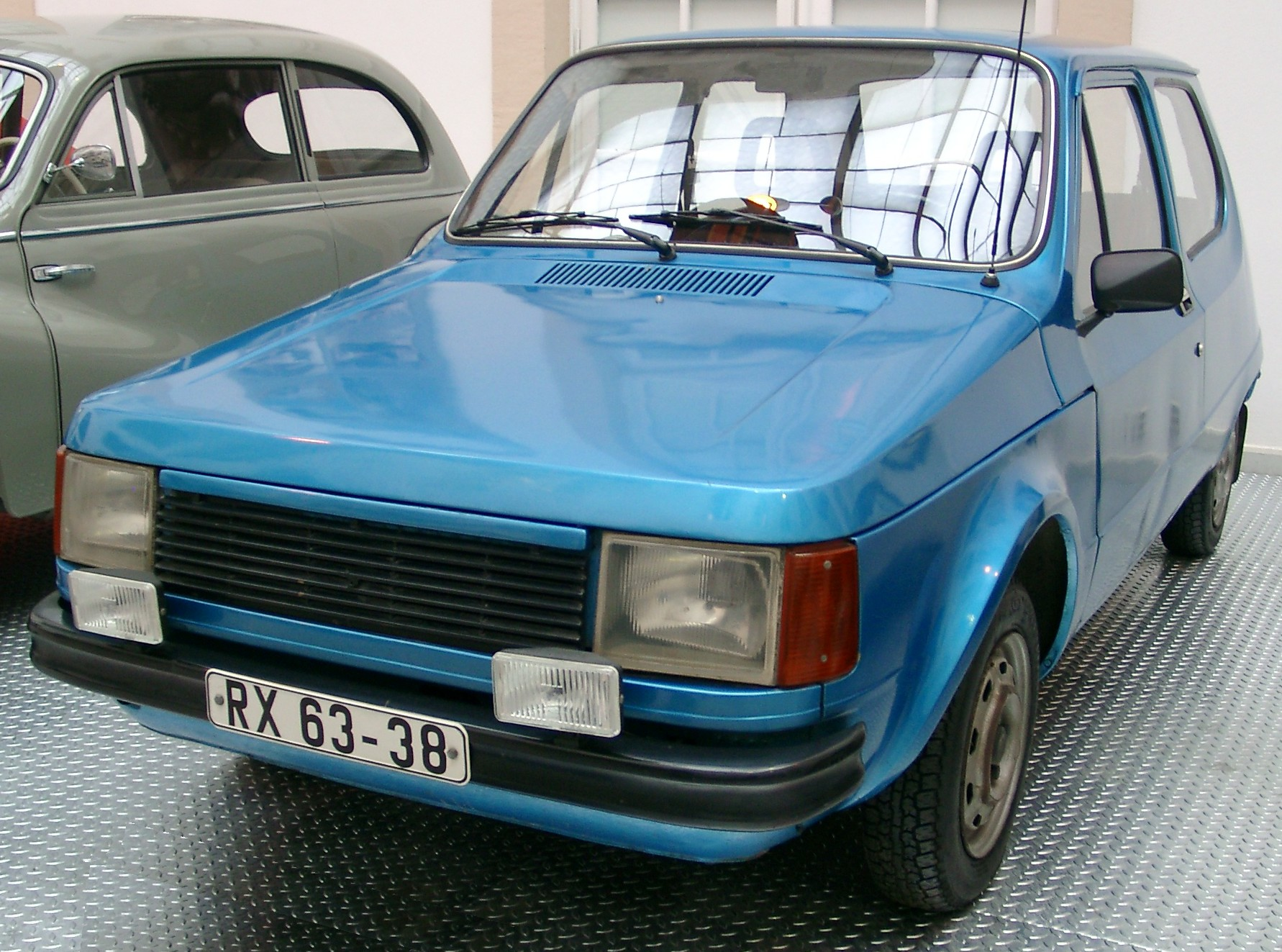
Trabant P1100

Nach einem gescheiterten Gemeinschaftsprojekt des RGW-Autos wurde 1973 ein neues Projekt in Angriff genommen. Der P610 sollte wie das RGW-Auto in Zusammenarbeit zwischen dem Automobilwerk Eisenach (AWE) und Sachsenring – sowie in loser Kooperation mit Škoda – erfolgen. Trotz der Entwicklung mehrerer erfolgversprechender Prototypen wurde das Projekt 1979 ohne Ergebnis gestoppt.
Der zunächst als P610 und später als P 1100/1300 bezeichnete Trabant war als Zweitürer mit Fließheck ausgeführt. Angetrieben wurde das Fahrzeug mit einem Vierzylinder-Viertaktmotor, der bei einer Leistung von 33 kW (45 PS) und einem Hubraum von 1100 cm³ eine Höchstgeschwindigkeit von 125 km/h ermöglichte.
Bis 1979 waren 35 Millionen Mark an Entwicklungskosten angefallen. Am 6. November 1979 beschloss das SED-Politbüro, mit Ausnahme von Verbesserungen am Trabant 601, sämtliche Entwicklungsarbeit im Pkw-Bau der DDR zu stoppen. Somit war auch die Entwicklung des P610, der 1984 in Serie gehen sollte, wegen der nicht mehr finanzierbaren Investitionssumme beendet. Mit der Bestätigung durch das Präsidium des Ministerrats am 15. November 1979 war das endgültige Aus für das Projekt gekommen. Dass es sich dabei um eine politisch motivierte Entscheidung handelte, erschließt sich aus der späteren Einführung der VW-Motoren, die trotz Kostenexplosion fortgesetzt und zu Ende geführt wurde. Die 20 entstandenen Baumuster wurden teilweise noch weit in die 1980er Jahre hinein gefahren.

## Motorsport

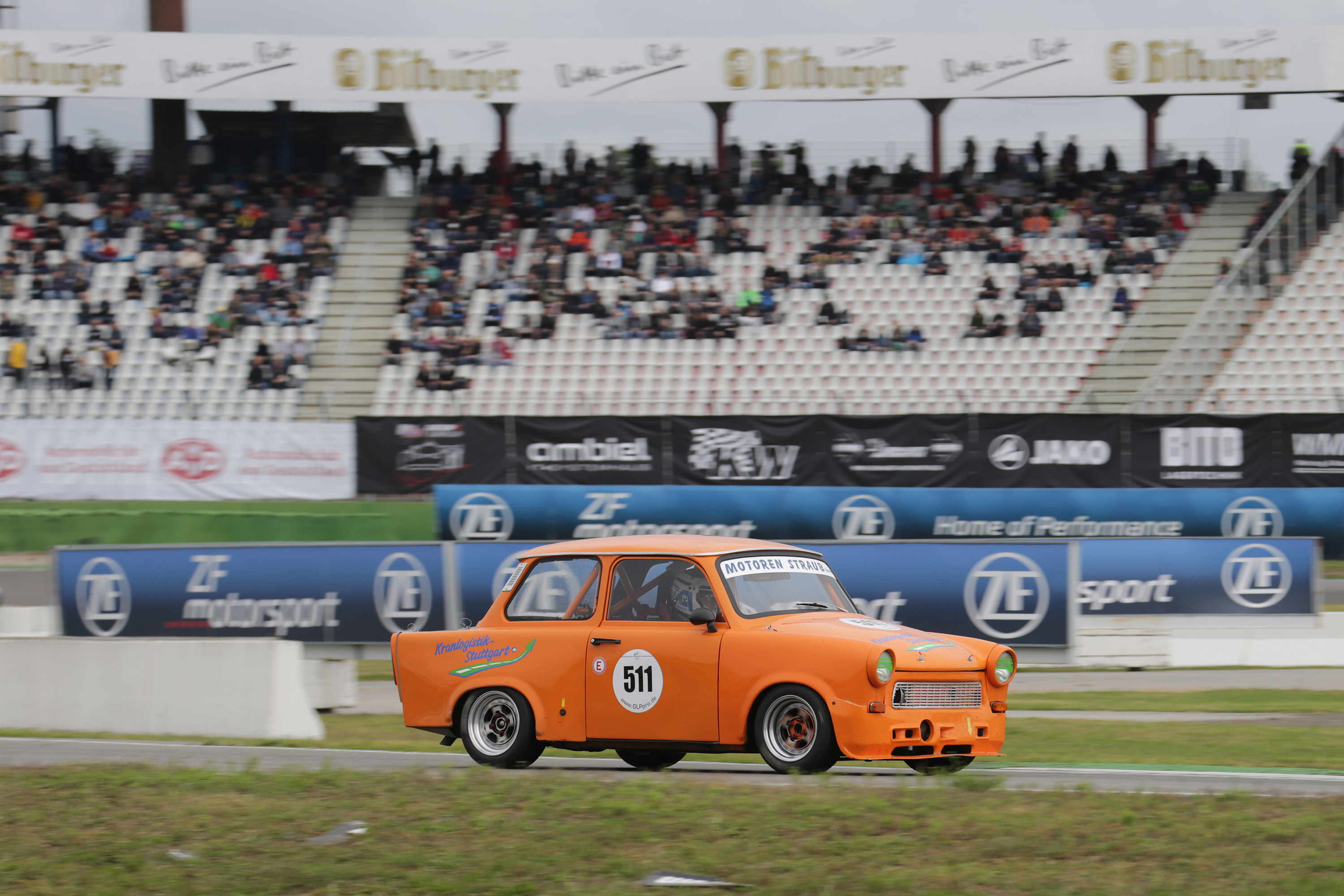
Trabant 601RS / Bj. 1988 / 600 cm³, bei den Hockenheim Historic 2021

## Produktion

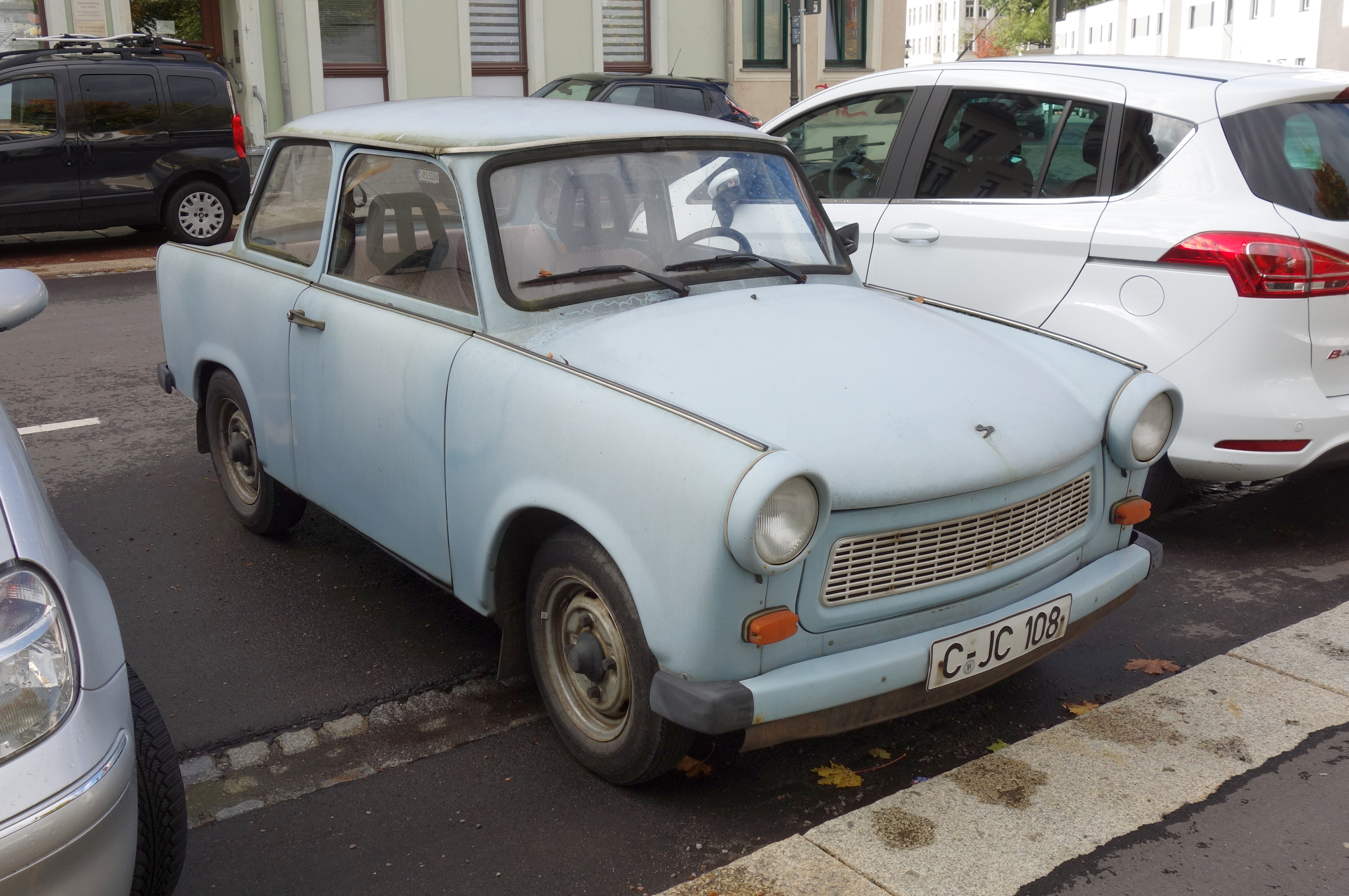
Noch im Alltagseinsatz befindlicher Trabant 601 (2017)